# أليكساندرو أفرام
أليكساندرو أفرام (بالرومانية: Alexandru Avram)‏ هو لاعب كرة قدم روماني، ولد في 25 أبريل 1991 في غالاتس في رومانيا. لعب مع نادي أوتسيلول غالاتسي ونادي بترولول بلويشتي ونادي براشوف ويونيفرسيتاتيا كرايوفا.

## وصلات خارجية
- أليكساندرو أفرام على موقع قاعدة بيانات كرة القدم.إي يو (الإنجليزية)
- أليكساندرو أفرام على موقع Soccerway.com (الإنجليزية)